# Фергеланда
Фергеланда (швед. Färgelanda) — містечко (tätort, міське поселення) у центральній Швеції в лені Вестра-Йоталанд. Адміністративний центр комуни  Фергеланда.

## Географія
Містечко знаходиться у північно-західній частині лена Вестра-Йоталанд за 465 км на захід від Стокгольма.

## Історія
Фергеланда виникла як залізнична станція під час будівництва залізниці Уддевалла-Лелонгенс у 1895 році. Створення тут лісопильної компанії 1906 року сприяло розвитку поселення. Хоча вже в 1911 році пожежа зруйнувала як склад, так і будівлю тартака, однак незабаром його було відбудовано. Лісопилка була закрита в 1990 році.

## Населення
Населення становить 2 023 мешканців (2018). 

## Спорт
У поселенні базується футбольний клуб Фергеланда ІФ та інші спортивні організації. 

## Покликання
- Сайт комуни Фергеланда [Архівовано 4 квітня 2022 у Wayback Machine.]